# مادرانه (فیلم)
«مادرانه» (فرانسوی: Maternelle‎) فیلمی در ژانر درام است که در سال ۲۰۰۹ منتشر شد.